# 3815 König
3815 König è un asteroide della fascia principale del diametro medio di circa 23,21 km. Scoperto nel 1959, presenta un'orbita caratterizzata da un semiasse maggiore pari a 2,5715755 UA e da un'eccentricità di 0,1033184, inclinata di 8,62255° rispetto all'eclittica.
L'asteroide è dedicato all'astronomo tedesco Arthur König.